# Giuliano Pedulli
Giuliano Pedulli (Forlì, 23 settembre 1946) è un politico italiano.

## Biografia

### Elezione a deputato
Alle elezioni politiche del 2006 viene eletto deputato della XV legislatura della Repubblica Italiana nella circoscrizione XI Emilia Romagna per L'Ulivo.